# Родовий герб
Родовий герб — найраніший герб роду. Пізніше до родового герба було додано довільно прийняті або позичені елементи.

## Історія родових гербів

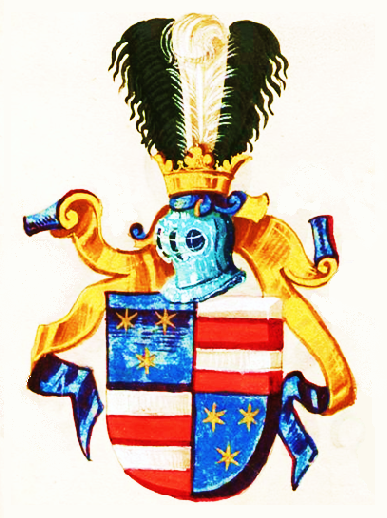
Герб графів Цельські (комбінований із родів Цельських і Саннекських)

Витоки родових гербів мають свої корені у культурі еліти імперії Ромеїв та лицарській культурі середньовіччя, де вони використовувалися як засіб ідентифікації. Родові герби символізували приналежність до певного роду. Герби надавали родам унікальний та візуально впізнаваний знак.

## Класичні складові родового герба
1. Щит - основна частина герба, на якій розміщуються інші геральдичні елементи.
2. Геральдичні фігури - зображення в щиті.
3. Гербовий напис - девіз, який виражає принципи, якими керується рід.
4. Додаткові елементи - корона, шолом, нашоломники, намет, щитотримачі тощо.

## Використання
.Родовий герб завжди застосовувався як повний герб. Для спеціальних цілей клейноди та інші елементи були прибрані і утворили так званий малий герб. Цей маленький герб прикрашав меблі, посуд та інші предмети повсякденного життя.

## Західноєвропейська геральдика
Родовий герб у західноєвропейської шляхти мав право використовувати лише старший в роді. Зазвичай це був просто нероздільний герб простої структури з кількома елементами. Саме в такому вигляді він вважається і спільним символом всієї сім'ї. З плином часу в окремих гілках роду з'являлися відміни, елементи інших гербів. Так герб міг стати набагато складнішим за вихідний варіант.

## Руська геральдика

Родові троянди на шиферній плиті парапету хорів Софійського собору XI століття

Як доводить український геральдист Олег Однороженко, родовим гербом руських князів-рюриковичів від часів Святослава Ігоровича була троянда. Так, на фресці Софії Київської зображений Ярослав Мудрий. Його княжі  шати  оздоблено  круглими нашивками: одні — з золотою десятипелюстковою розою на темносиньому полі в оточенні облямівки з золотими кульками; інші — з золотим орлом (символом посади) на темночервоному полі, теж із облямівкою з золотими кульками.
Різні гілки руського княжого роду використовували видозміни загальнодинастичного знаку з розою, утворені шляхом зміни кольорів та додаванням другорядних елементів. Проте це не дозволяло забезпечити ідентифікацію на однотонних зображеннях, скажімо з каменю. Саме тому окремі гілки княжого роду почали вживати додатковий герб гілки роду. Так, Ізяславичі вживали хрестоподібну фігуру, Ольговичі - хрест, Мономаховичі - лева.

## Річпосполитська геральдика
У Речі Посполитій до 1770 р. існували лише родові герби, тобто той самий герб, який мав особливу назву, носили кілька шляхетських родів, які, отже, належали до певної родини гербів. Гербовий рід - термін для позначення сукупності родів, які володіли одним гербом.